# 中家剛
中家剛（なかや つよし、1967年11月 - ）は、高エネルギー物理学を専門とする物理学者。京都大学理学部教授。

## 略歴
- 1990年：大阪大学理学部物理学科卒業
- 1994年：フェルミ研究所
- 1995年
  - 理学博士（大阪大学）
  - 日本学術振興会海外特別研究員
- 1997年：シカゴ大学エンリコ・フェルミ研究員
- 1999年：京都大学大学院理学研究科助手
- 2002年：京都大学助教授
- 2008年：カブリ数物連携宇宙研究機構 (IPMU) 客員上級科学研究員
- 2012年：ILC戦略会議委員
- 2013年：ニュートリノの変身を観測[1]